# Michael Ludwig (Politiker, 1965)
Michael Ludwig (* 4. Januar 1965 in Neuerburg) ist ein deutscher Politiker der CDU und seit Mai 2020 Mitglied des rheinland-pfälzischen Landtags.

## Politik
Michael Ludwig ist seit 1984 Mitglied der CDU. Seit 2004 ist er Mitglied des Kreistags Bitburg-Prüm. Seit 2010 ist Ludwig stellvertretender Vorsitzender des CDU-Kreisvorstands Bitburg-Prüm und seit 2014 stellvertretender Vorsitzender der CDU-Kreistagsfraktion Bitburg-Prüm. Seit 31. Januar 2022 ist er Erster Kreisbeigeordneter des Eifelkreises.
Als Nachrücker von Michael Billen ist er seit 19. Mai 2020 Mitglied des Landtags.